# Бар Калифа, Дадо
Да́до Бар Кали́фа (ивр. דדו בר כליפא‎; род. 20 августа 1976, Кирьят-Оно, Израиль) — генерал-майор Армии обороны Израиля, нынешний глава Управления кадров Генштаба Армии обороны Израиля (с ноября 2024 года).

## Биография
Дадо (Давид) Бар Калифа родился и вырос в Кирьят-Оно, Израиль в семье Йосефа и Лилиан Баркалифы (ивр. ברקליפה‎), выходцев из Марокко.
Учился в военном интернате при иешиват-хесдер «Ор Эцион», а также в мехине «Хосен» в Пдуэле.

### Военная карьера
В 1994 году был призван на службу в Армию обороны Израиля, начал службу в разведбатальоне пехотной бригады «Голани».
Прошёл подготовку в качестве бойца и командира отделения бригады и окончил офицерские курсы, после чего командовал отрядом в противотанковой роте разведбатальона бригады. Затем командовал ротой, принимая участие в боевой деятельности в южном Ливане. С 2000 по 2002 год возглавлял роту в Офицерской школе, после чего перешёл на службу в бригаде «Гивати» в качестве командира передовой роты (ивр. פלוגת החוד‎) батальона «Цабар» с 2002 по 2003 год. Одной из задач роты под его командованием была оборона поселения Нецарим и подступлений к нему в секторе Газа. Передал командование ротой капитану Хагаю Биби, однако вернулся командовать ротой на некоторое время вследствие гибели своего преемника и его заместителя в столкновении с боевиком в секторе Газа 22 декабря 2003 года.
С 2003 по 2004 год был заместителем командира разведбатальона бригады «Гивати». В 2003 году получил замечание в связи с инцидентом, повлёкшим гибель четырёх солдат вследствие подрыва их танка рядом с поселением Дугит в секторе Газа. Помимо прочего, в мае 2004 года участвовал в операции «Стальные всадники» (ивр. מבצע פרשי פלדה‎) по аресту террористов и уничтожению мастерских по сбору ракет в квартале Зейтун города Газа, в ходе которой на мине подорвался израильский бронетранспортёр, а останки тел передвигавшихся в нём бойцом разбросало в радиусе 800 метров; по решению командира дивизии Газы бригадного генерала Шмуэля Закая и под командованием командира разведбатальона подполковника Офера Винтера Бар Калифа с другими бойцами батальона участвовал в длившейся 40 часов операции по сбору останков бойцов под огнём на враждебной территории.
С 2004 по 2006 год находился в отпуске по учёбе. С 2006 по 2007 год был командиром тренировочной школы разведбатальона и командовал курсом коммандо бригады «Гивати». Затем вышел на учёбу в Колледже полевого и штабного командного состава с 2007 по 2008 год.
В августе 2008 года был повышен в звании до подполковника (сган-алуф) и вступил на должность командира батальона «Шакед» бригады «Гивати». Батальон под командованием Бар Калифы занимался обеспечением безопасности в городе Хеврон, но в конце 2008 года переведён в сектор Газа для участия в операции «Литой свинец». Бар Калифа командовал батальоном в ходе операции, помимо прочего, в боях в квартале Тель аль-Хава в городе Газа, включая зачистку от боевиков 11-этажного здания в квартале. Служил на этой должности до 15 августа 2010 года.

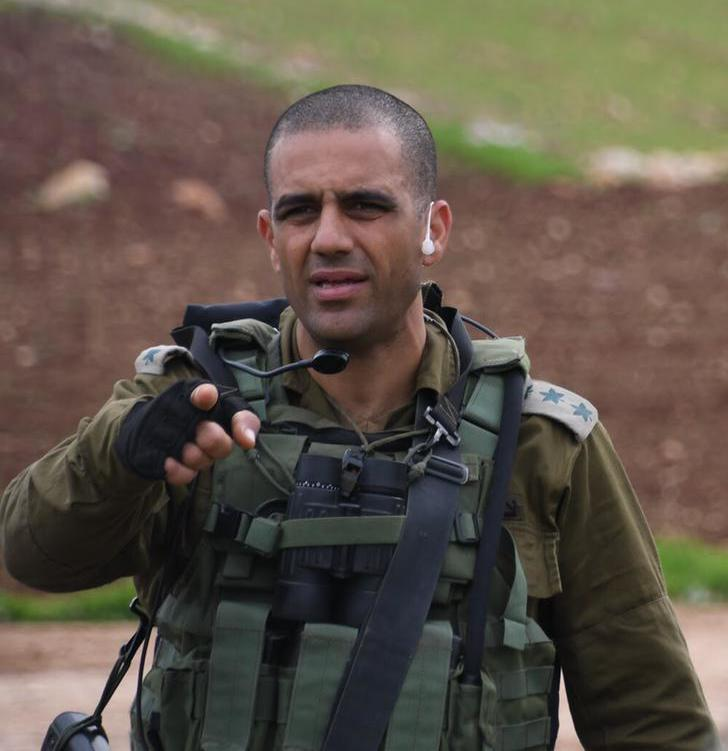
Дадо Бар Калифа (2018)

С 2010 по 2012 год командовал учебной базой бригады «Гивати», а с 2012 по 2014 год был атташе Командования сухопутных войск Армии обороны Израиля при Корпусе морской пехоты США.
Вернулся в Израиль в первые дни операции «Нерушимая скала» в секторе Газа, и 17 августа 2014 года получил звание полковника (алуф-мишне) и был назначен на должность командира территориальной бригады «Катиф» («Южной бригады» Дивизии Газы), которую исполнял до 18 августа 2016 года. С 2016 по 2017 год находился на учёбе в Колледже национальной безопасности Армии обороны Израиля.
С 20 июля 2017 года по 14 июля 2019 года командовал бригадой «Гивати».
25 июля 2019 года был повышен в звании до бригадного генерала (тат-алуф) и 1 августа 2019 года вступил в должность командира резервной бронетанковой дивизии «Синай». С 16 сентября 2019 года параллельно командовал курсом «ПУМ-Алон» по подготовке боевого командного состава в Колледже полевого и штабного командного состава. Исполнял эти должности до 18 мая 2022 года, а 29 мая 2022 года вступил на должность командира бронетанковой дивизии «Гааш». Командовал дивизией в проведении манёвров в центре сектора Газа в ходе начавшейся в октябре 2023 года войны в Газе.
2 мая 2024 года было опубликовано решение министра обороны Йоава Галанта и Начальника Генштаба генерал-лейтенанта Херци Ха-Леви назначить Бар Калифу на должность главы Управления кадров Генштаба Армии обороны Израиля.
22 августа 2024 года передал командование дивизией «Гааш» бригадному генералу Морану Омеру. 8 октября 2024 года Бар Калифе было присвоено звание генерал-майора (алуф) накануне грядущего назначения, а 18 ноября 2024 года он вступил на должность главы Управления кадров Генштаба Армии обороны Израиля, сменив на посту генерал-майора Янива Асора.
Среди основных вызовов, стоявших перед управлением под командованием Бар Калифы, выделялась нехватка боевых кадров, обострившаяся вследствие военных действий, ведущихся Израилем с октября 2023 года, а также проект по увеличению объёма воинского призыва ультраортодоксальных евреев, проходящий на фоне политического кризиса, возникшего вследствие постановления Верховного суда Израиля, признавшего необоснованной правительственную политику повального освобождения учеников ультраортодоксальных иешив от военной службы и вызвавшего требование ультраортодоксальных фракций в кнессете закрепить освобождение ультраортодоксов от службы на законодательном уровне.

### Образование и личная жизнь
За время военной службы Бар Калифа получил степень бакалавра делового администрирования Академического колледжа «Оно» и степень магистра Хайфского университета в рамках обучения в Колледже национальной безопасности (в области политологии).
Женат на Карин Бар Калифе, адвокате и медиаторе, специализирующейся в области семейного и наследственного права. У пары пять детей. Проживает в религиозном мошаве Кфар-Пинес в региональном совете Менаше.

## Публикации
- Бар Калифа Д. בחרתם לבוא למקום שבו כולם שווים [Вы избрали прийти туда, где все равны] (ивр.). Исраэль хайом (22 июля 2017). Дата обращения: 22 июля 2025. Архивировано 18 мая 2024 года.
- Бар Калифа Д. על לוחמים כמוך חלמנו [Мы мечтали о бойцах, как ты] (ивр.). Walla! (18 апреля 2018). Дата обращения: 22 июля 2025. Архивировано 18 апреля 2018 года.
- Бар Калифа Д. Между желанием и ограничениями — полководческое искусство Игаля Алона (иврит) = בין הרצון למגבלות — מצביאותו של יגאל אלון // Бейн ха-Ктавим. — 2020. — Vol. 33. — P. 117—137. Архивировано 18 мая 2024 года.